# فرودگاه مالیکوس صالح
فرودگاه مالیکوس صالح (به انگلیسی: Malikus Saleh Airport) (به زبان بومی: Bandar Udara Malikus Saleh) یک فرودگاه همگانی با کد یاتا LSW است که یک باند فرود آسفالت دارد و طول باند آن ۱۸۵۰ متر است. این فرودگاه در کشور اندونزی قرار دارد و در ارتفاع ۲۷ متری از سطح دریا واقع شده است.